# White Rabbits
White Rabbits (weiße Kaninchen) war der Name einer Gruppe von jungen Bildhauerinnen, die zusammen mit dem Bildhauer Lorado Taft an Exponaten für die World’s Columbian Exposition 1893 arbeiteten und mit eigenen Werken auf der Weltausstellung vertreten waren.

## Entstehung der Gruppe

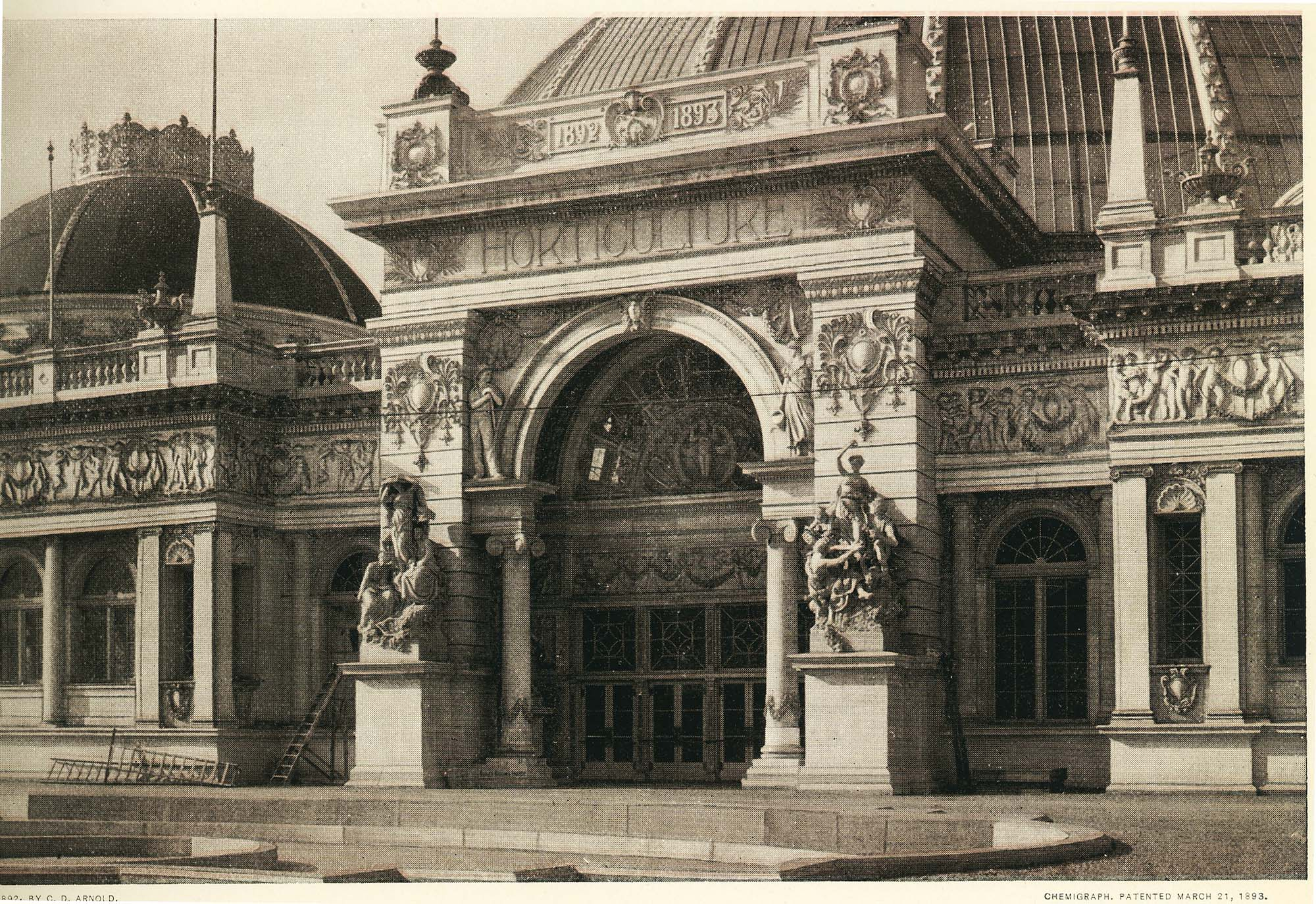
Horticultural Building auf der World’s Columbian Expo, Chicago, Illinois, 1893, Skulpturen von Lorado Taft und den White Rabbits

Im Jahr 1891 wurden Julia Bracken Wendt, Carol Brooks MacNeil, Bessie Potter Vonnoh, Zulime Taft und Enid Yandell zur Unterstützung bei der Fertigung von Skulpturen und Dekorationselementen an den Gebäuden von Lorado Taft eingestellt, der bei der Chicagoer Weltausstellung für die Gestaltung und Ausschmückung des Horticultural Buildings (Gartenbaugebäude) verantwortlich war. Ergänzt wurde die Gruppe von Janet Scudder, die im Herbst 1891 dazustieß, als die Arbeiten bereits begonnen hatten. Später kamen noch Ellen Rankin Copp, Helen Farnsworth Mears und Mary Lawrence Tonetti dazu.
Taft hatte Daniel Burnham, den leitenden Architekten der Chicagoer Weltausstellung, gefragt, ob er weibliche Assistenten beschäftigen könnte, was zu dieser Zeit unüblich war. Burnhams Antwort war, Taft könne „jedermann einstellen, sogar weiße Kaninchen, wenn sie die Arbeit erledigen können“. („Hire anyone, even white rabbits, if they can get the work done“.) Als Dozent für Kunstgeschichte am Chicago Art Institute unterrichtete Taft viele qualifizierte, begabte Studentinnen und beschäftigte selbst weibliche Assistenten in seinem Atelier, die Kunststudentinnen des Chicago Art Institutes waren oder ihr Studium bereits abgeschlossen hatten. Als er diese sowie ehemalige Schülerinnen von Daniel Burnham für die Arbeit zur World’s Columbian Exposition einstellte, wurde der Begriff White Rabbits aufgegriffen und bürgerte sich für seine Assistentinnen ein, die ihn auch als Eigenbezeichnung verwendeten. Taft selbst soll die Gruppe ebenfalls so genannt haben wegen ihrer Fähigkeit, in ihren weißen Arbeitskitteln behände die benötigten Leitern hoch- und herunterzuklettern, über und über bedeckt mit weißem Gips-Staub.

## Öffentliche Wahrnehmung
Von 1891 bis 1893 wohnten die meisten der White Rabbits zusammen in einer kleinen Pension und arbeiteten gemeinsam in der Werkstatt auf dem Messegelände. Das Girl Studio erlangte gewisse Bekanntheit und wurde von zahlreichen Architekten, Malern und Gouverneuren besucht. Die Werkstatt, die nur aus jungen Frauen bestand, erregte einiges Aufsehen. Viele waren neugierig, ob sie die anstrengende körperliche Arbeit meistern würden und waren über ihre Kraft und Energie überrascht. Auch die Zeitungen schrieben über sie. Ein Reporter des Chicago Times Herald führte aus, die Rabbits, wie sie genannt würden, seien auf eine Weise die besten Arbeiter unter den Beschäftigten der Columbian Exposition. Es gäbe viele begabte Modellierer, die ihnen wahrscheinlich an Erfahrung und körperlicher Kraft überlegen seien, aber an steter, gewissenhafter Arbeit, künstlerischem Enthusiasmus und geduldigem Eifer seien sie unübertroffen. In Folge wurden die White Rabbits mit eigenen Aufträgen betraut. Bei den Entwürfen für das Illinois Building (Ausstellungshaus, das den Staat Illinois auf der Weltausstellung repräsentieren sollte) war das öffentliche Interesse an ihnen ungebrochen, da die Presse weiterhin über weibliche Bildhauer als eine Neuheit berichtete und sie wiederholt zur Notwendigkeit unbekleideter Modelle befragt wurden – eine Frage, die ihren männlichen Kollegen nicht gestellt wurde.
Die Chicagoer Ausstellung bedeutete einen Meilenstein durch die Einbeziehung eines eigenen Women’s Building (Ausstellungsgebäude, das künstlerische und gesellschaftliche Errungenschaften von Frauen zeigte) mit einem eigenen Programm von Wandmalereien und architektonischer Skulpturen, ebenso wie der Zuweisung von unabhängigen monumentalen Aufträgen an mehrere von Tafts Assistentinnen. Von da an waren Frauen reguläre Teilnehmer an den Skulptur- und Kunst-Programmen der amerikanischen Weltausstellungen.

## Tätigkeit für die World’s Columbian Exposition
Zur Arbeit der White Rabbits gehörte es, die als kleine Modelle vorliegenden Skulpturen in ihrer endgültigen Größe zu erstellen, auszumodellieren und ihre Aufstellung am vorgesehenen Gebäude zu überwachen. Aufgrund der Größe der Objekte war die Arbeit für das Horticultural Building meist nur über Leitern und Arbeitsbühnen ausführbar, insbesondere an den monumentalen Figurengruppen links und rechts des Eingangs, zwei weiteren große Figuren an den Brüstungen des zentralen Torbogens und einem dekorativen Relief über dem Torbogen. Allein die über acht Fuß hohen Figurengruppen bestanden aus drei Hauptfiguren, begleitet von Cupidi, Faunen und mit reicher Vegetation verziert.
Neben der Arbeit, die die White Rabbits am Horticultural Building und diversen anderen Statuen und Ornamenten leisteten, führten sie auch Tafts eigene Entwürfe für das Illinois Building aus. Einige von ihnen waren aber auch mit eigenen Entwürfen für Skulpturen betraut worden. Die endgültige Entscheidung über den Entwurf wurde von einer Jury getroffen.

## Mitglieder

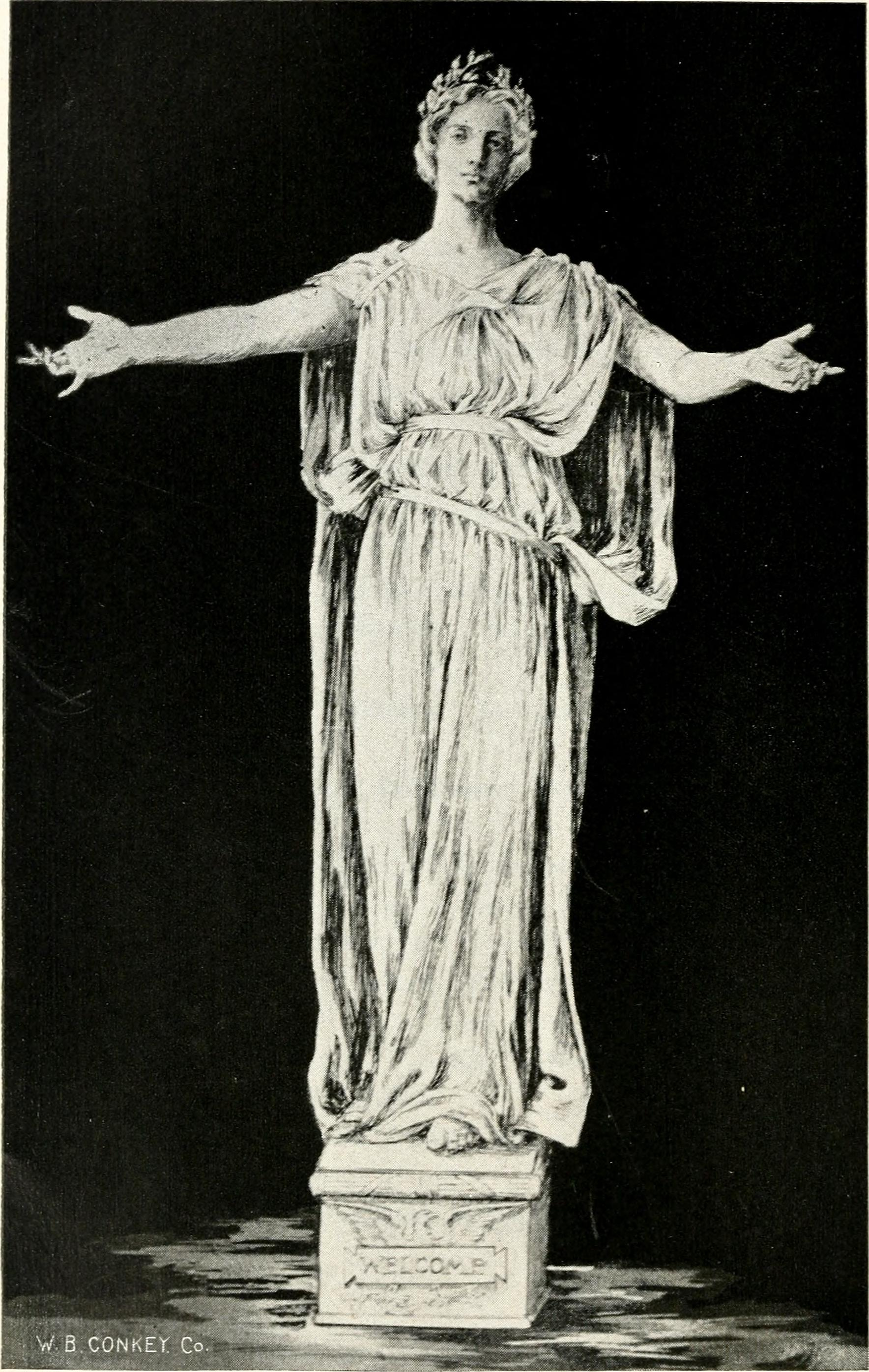
Illinois Welcoming the Nations
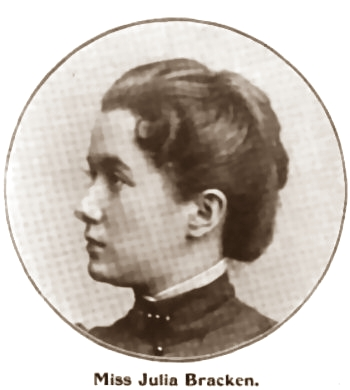
Julia Bracken Wendt
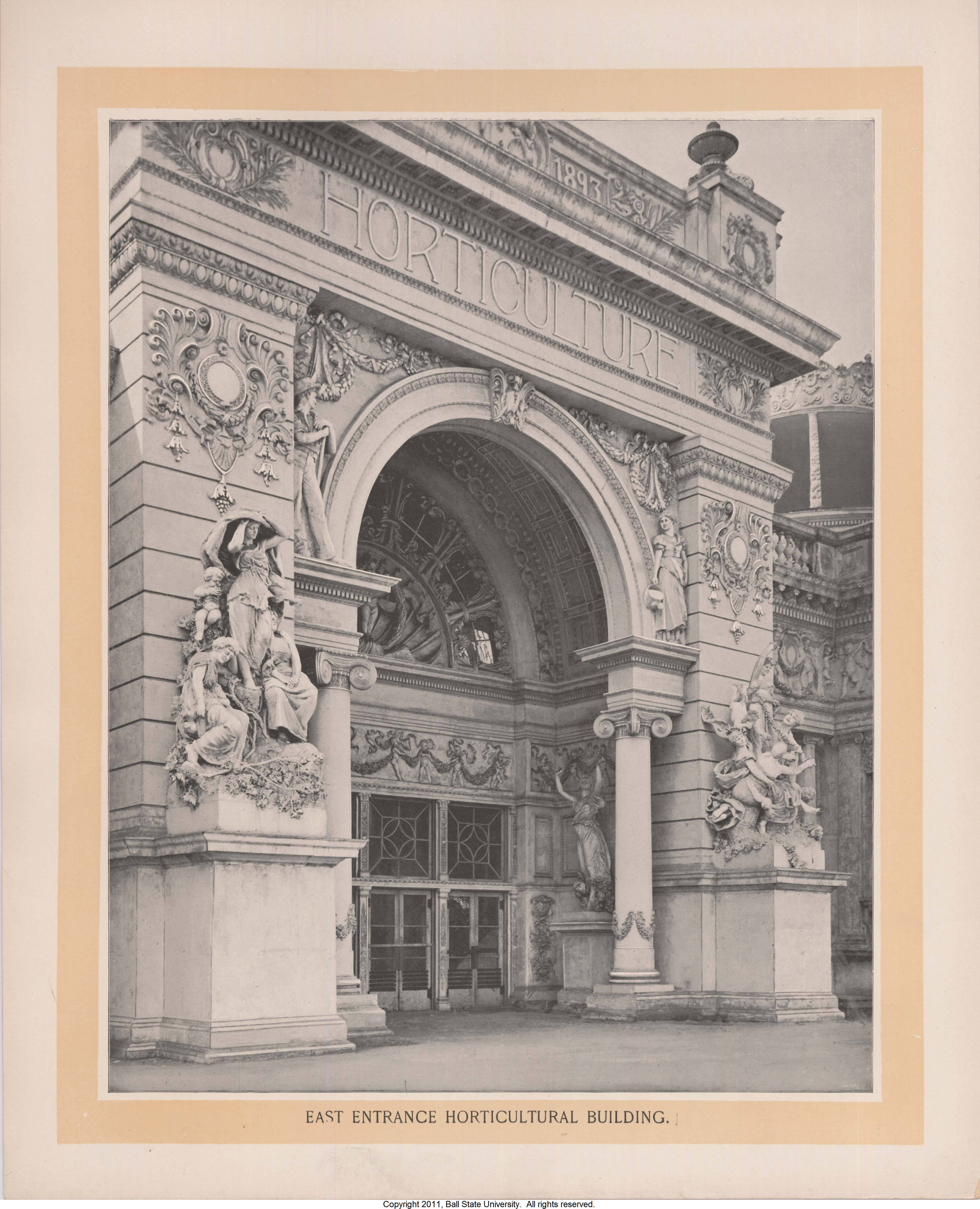
Skulpturen am Horticultural Building
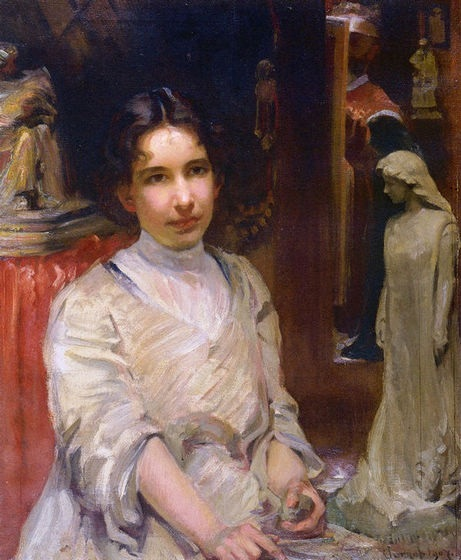
Bessie Potter Vonnoh

- Julia Bracken Wendt (* 10. Juni 1868 in Apple River, Illinois; † 22. Juni 1942 in Los Angeles, Kalifornien) begann 1887 am Art Institute of Chicago zu studieren, arbeitete die folgenden sechs Jahre als Lorado Tafts Assistentin und machte sich in Chicago einen Namen als eigenständige Künstlerin.[11] Sie schuf für das Illinois Building die allegorische Faith-Statue und die Skulptur Illinois Welcoming the Nations in der Nähe des Eingangsbereiches des Illinois Building, die später in Bronze gegossen und am Illinois State Capitol aufgestellt wurde.[12] Zusammen mit Bessie Potter Vonnoh arbeitete sie von Beginn an unter Taft an den Skulpturengruppen des östlichen Eingangsportales des Horticultural Building. Die linke Figurengruppe zeigt The Sleep of the Flowers, die auf der rechten Seite des Eingangs das Awakening [oder Battle] of the Flowers.[8]
- Bessie Potter Vonnoh (* 17. August 1872 in St. Louis, Missouri; † 8. März 1955 in New York City) besuchte bereits ab 1886 Kurse am Art Institute of Chicago und verdiente das Geld dafür als Tafts Studioassistentin. Im Innenraum des Illinois Building wurden an prominenter Stelle zwischen den Fenstern auf Podesten allegorische Skulpturen ausgestellt, von denen Potter die acht Fuß große Personification of Art fertigte.[12] Außerdem arbeitete sie auch am Horticultural Building. Im Fine Arts Building wurde ihre Büste des Professors David Swing ausgestellt.[13]

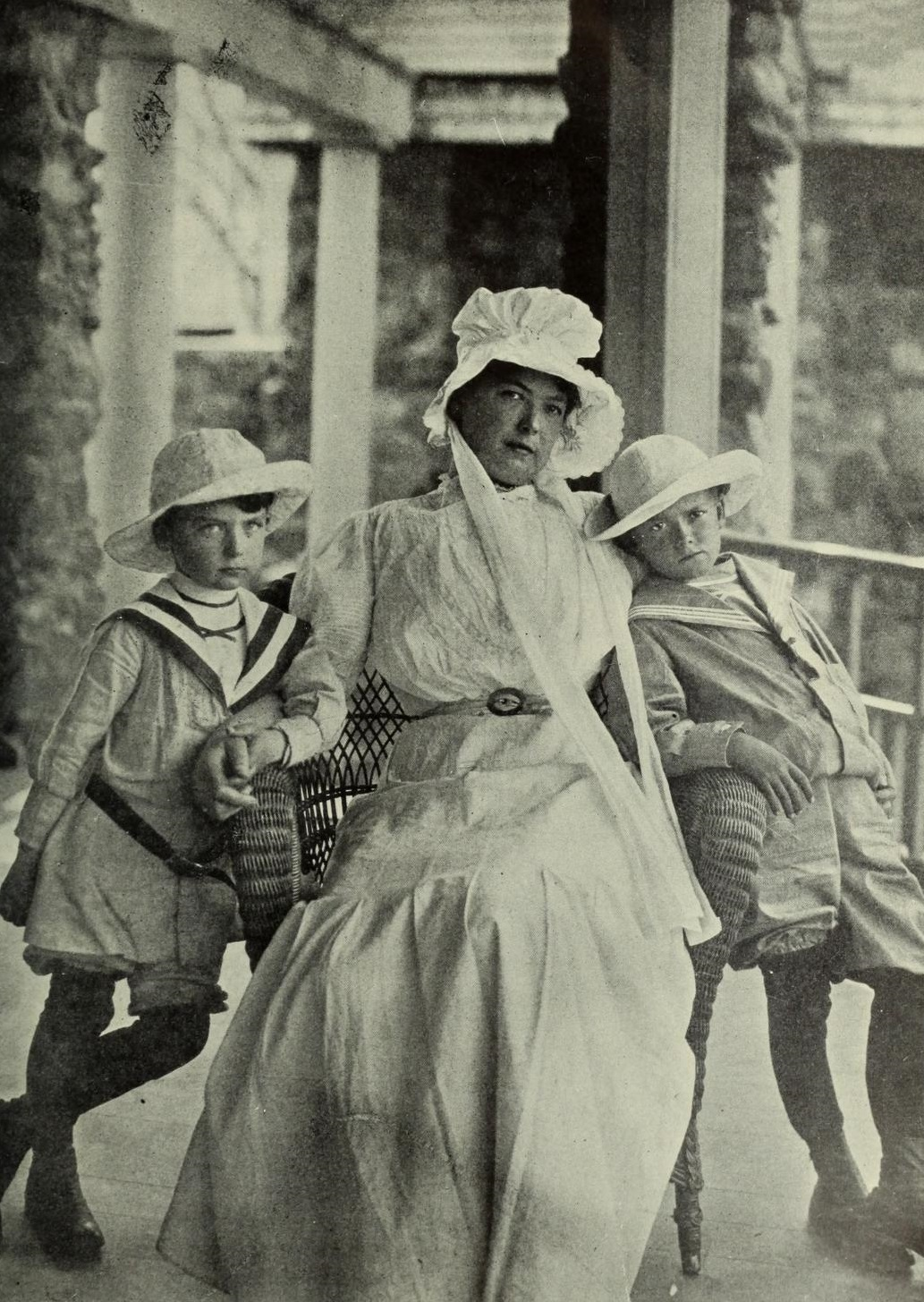
Carol Brooks mit Söhnen
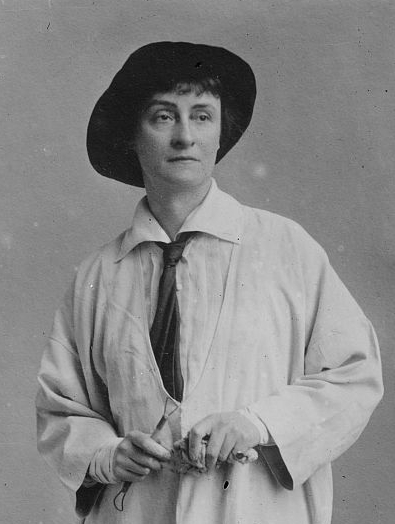
Janet Scudder

- Carol Brooks MacNeil (* 15. Januar 1871; † 22.  Juni 1944) studierte am Art Institute of Chicago. Für die Ausstellung fertigte sie die allegorische Skulptur Charity für das Illinois Building.[12]
- Janet Scudder (* 27. Oktober 1869 in Terre Haute, Indiana; †  9. Juni 1940 in Rockport, Massachusetts) begann ihre künstlerische Ausbildung mit 18 Jahren an der Cincinnati Academy of Art, Ohio. Nach Abschluss des Bildhauer-Studiums kam sie 1891 nach Chicago, wo sie von Taft für die Arbeiten zur Weltausstellung angestellt wurde. Nach deren Ende verwandte sie das dort verdiente Geld, um, begleitet von Zulime Taft, nach Paris zum weiteren Studium zu gehen.[14] Für die Ausstellung gestaltete sie die allegorische Figur Justice im Illinois Building[12] und die Nymph of the Wabash für das Indiana Building.[10]

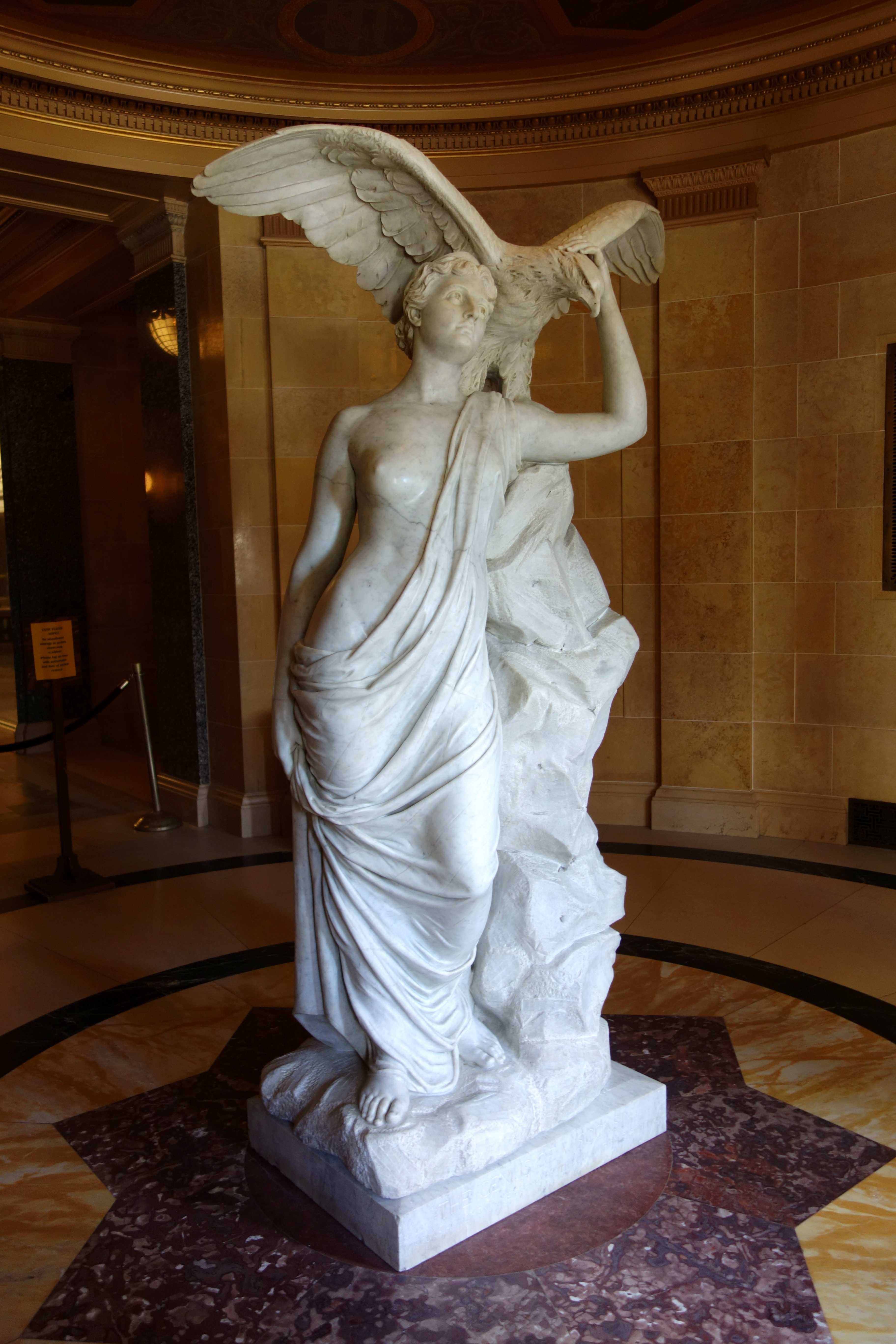
Genius of Wisconsin
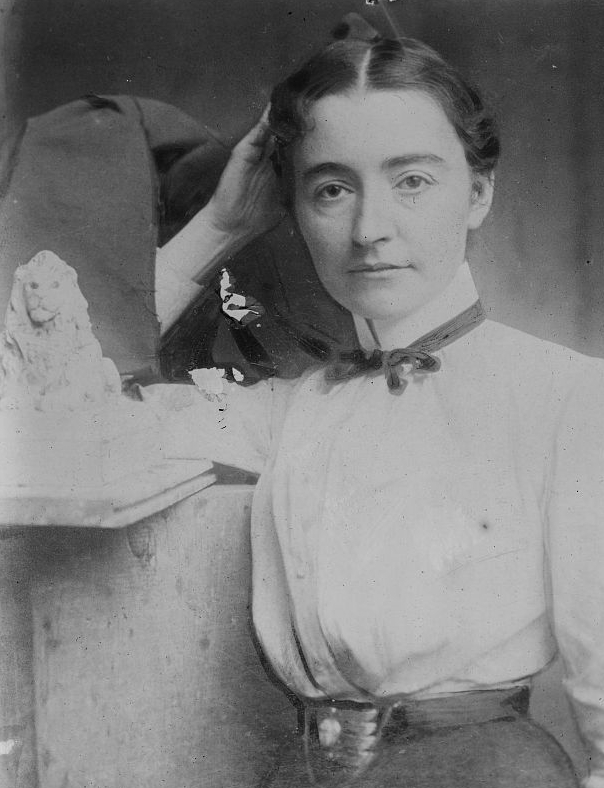
Helen Farnsworth Mears

- Helen Farnsworth Mears (* 21. Dezember 1872 in Oshkosh, Wisconsin; † 17. Februar 1916 in Greenwich Village, Manhattan) studierte ab 1892 am Art Institute of Chicago und erhielt vom Staat Wisconsin den Auftrag zu einer heroischen Figur, den sie als Frauenfigur, die einen Adler mit ausgebreiteten Schwingen auf der Schulter trägt, ausführte und Genius of Wisconsin betitelte. Erstmals ausgestellt wurde die Figur im Wisconsin Building der Chicago World’s Fair, bevor sie nach Ende der Weltausstellung im Wisconsin State Capitol in Madison aufgestellt wurde.[15][16]

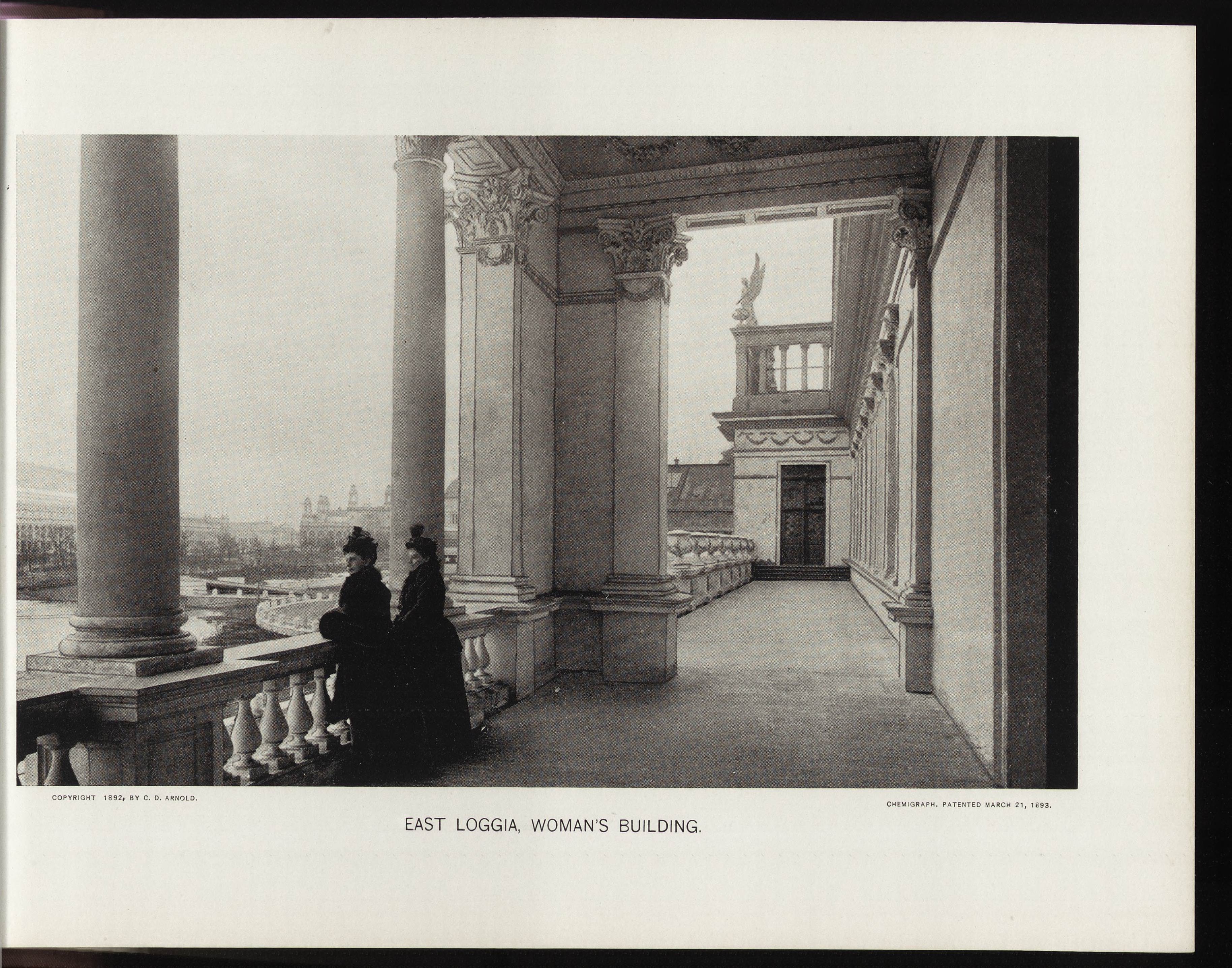
Skulptur am Dachgarten des Women’s Building
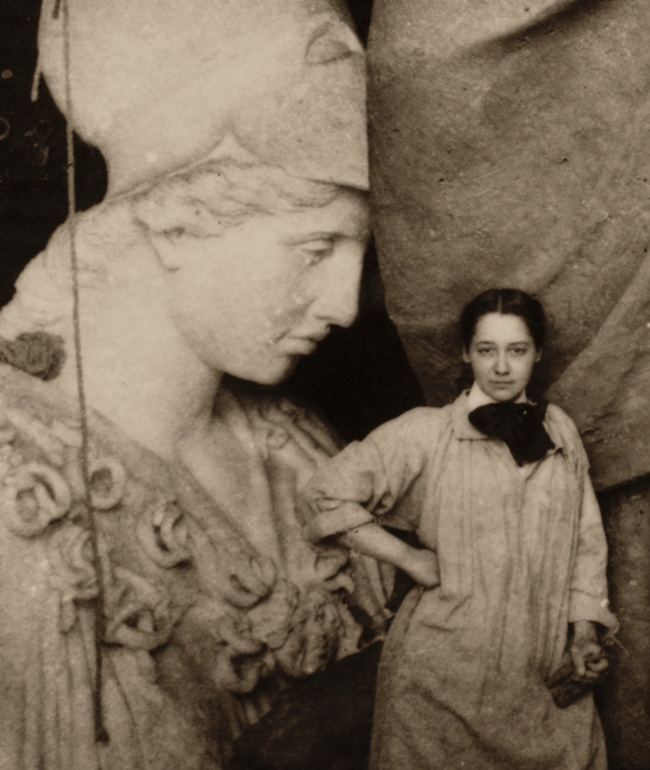
Enid Yandell

- Enid Yandell (* 6. Oktober 1869 oder 1870 in Louisville, Kentucky; † 12. Juni 1934 in Boston) studierte Chemie und Kunst am Hampton College in Louisville und anschließend von 1887 bis 1889 an der Cincinnati Academy of Art, Ohio. Ihr Studium schloss sie in der Hälfte der üblichen Studienzeit ab. Für die Ausstellung half sie dem dänisch-amerikanischen Bildhauer Carl Rohl-Smith bei seiner Statue von Benjamin Franklin, Philip Martiny bei verschiedenen Skulpturen und Lorado Taft bei den Arbeiten für das Horticultural Building. 1892 wurde sie von der Louisville’s Historical Society, dem Filson Club, mit einer Statue von Daniel Boone für das Kentucky-Gebäude beauftragt und schuf die zwei Dutzend Karyatiden, jeweils neun Fuß hoch, für den Dachgarten des Women’s Building. Für dieses Werk erhielt sie eine von den drei während der Ausstellung an Frauen vergebene Goldmedaille.[17] Zusammen mit Jean Loughborough und Laura Hayes schrieb sie die halbautobiographische Novelle Three Girls in a Flat über die Weltausstellung und die Rolle weiblicher Bildhauer.[18][19]

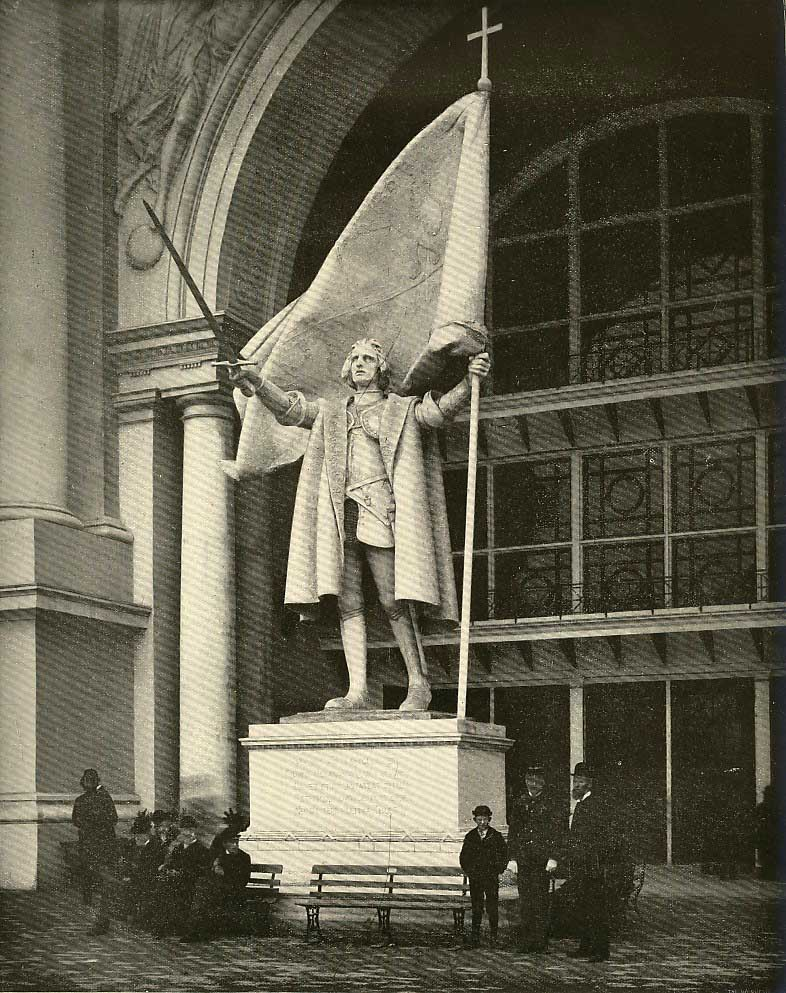
Columbus-Statue auf der World’s Columbian Exposition, 1893

- Mary Lawrence Tonetti (* 1868 in New York City; † 1945) wurde von Augustus Saint-Gaudens, der als bildhauerischer Berater für den leitenden Architekten der Ausstellung, Daniel Burnham, fungierte, vorgeschlagen. Sie war zuvor fünf Jahre lang seine Schülerin an der Art Students League of New York. Sie schuf die Skulptur des Columbus vor dem Administration Building. Wie viele der Exponate wurde die Statue aus einem temporären Baumaterial wie Gipsmörtel erstellt und ist nicht mehr existent.[20] Einige Kritiker behaupteten, dass in Wirklichkeit Saint-Gaudens oder sein Bruder Louis das Werk modelliert hätten. In seiner Reminiszenz betonte er, dass „allein Lawrence die Arbeit modelliert und ausgeführt habe, und ihr die Anerkennung für die Lebendigkeit und Vitalität, die das Werk ausstrahle, gebühre“.[4]

Ellen Rankin Copp mit Sohn

- Zulime Taft (* 1870; † 1942),[1] ebenfalls bildhauerisch tätig wie ihr Bruder Lorado Taft, besuchte diesen nach dem Tod der Mutter in Chicago und half ihm durch ihre Arbeit in seiner Werkstatt.[8] Sie schuf die allegorische Figur Learning für das Illinois Building[12] und eine Flying Victory.[10]
- Ellen Rankin Copp (auch Helen Houser Rankin) (* 4. August 1853 in Atlanta, Illinois; † 1901) begann erst in ihren dreißiger Jahren am Chicago Art Institute zu studieren. Sie fertigte die allegorische Skulptur Maternity für das Illinois Building und die Göttin Pele für das Hawaii-Gebäude. Die 24 Fuß hohe Statue wurde als „die größte jemals von einer Frau geschaffene Skulptur“ beworben.[21] Daneben wurden vier weitere ihrer Arbeiten ausgestellt: ein Relief-Porträt aus Bronze von Harriet Monroe im Fine Arts Palace, ein Relief-Porträt aus Bronze von Bertha Honoré Palmer in der Bibliothek des Women’s Room, und zwei kleinere Arbeiten im Illinois Building.[12]